# 加拉·普拉西提阿陵墓

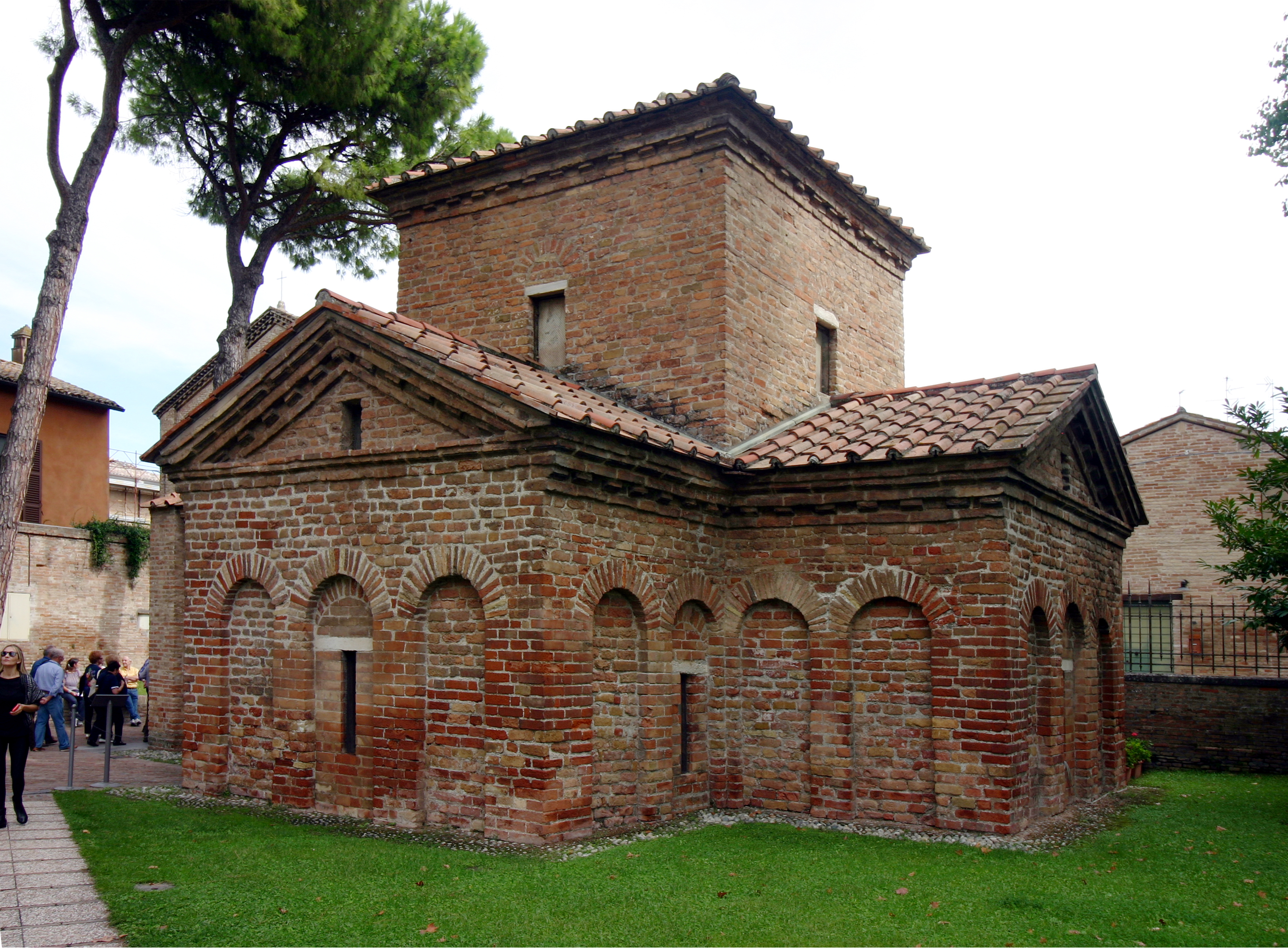
加拉·普拉西提阿陵墓

加拉·普拉西提阿陵墓是意大利拉文纳的一座罗马建筑，与拉文纳其他七个建筑于1996年列入世界遗产名录。
该建筑内有三座石棺，其中最大的石棺被认为安葬了罗马帝国皇帝狄奥多西大帝的女儿加拉·普拉西提阿的遗体。

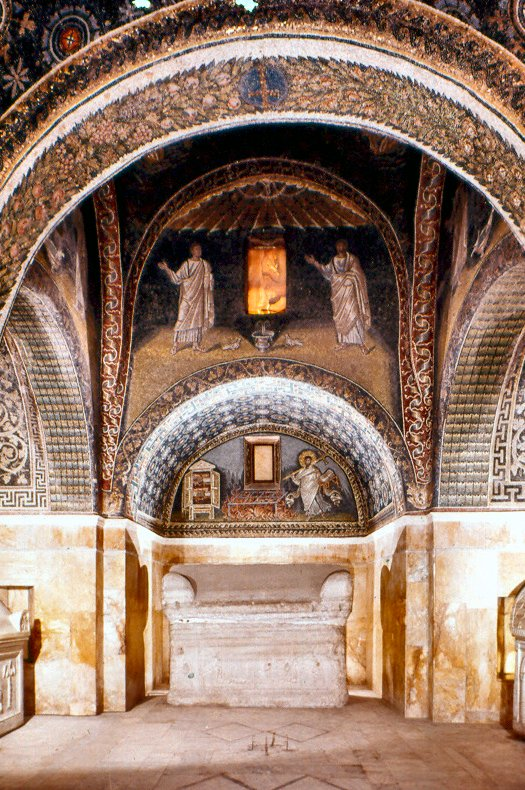
室内

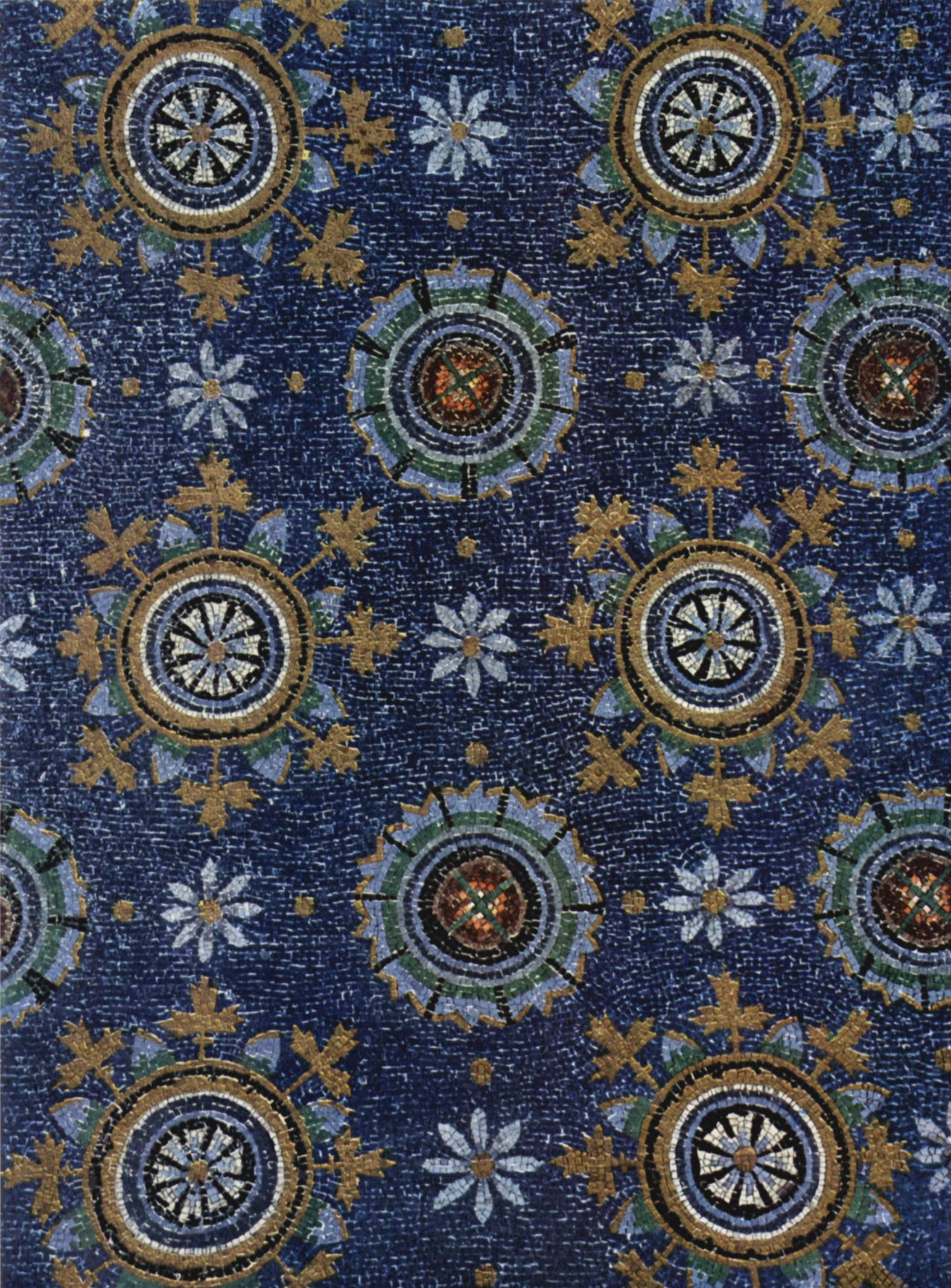
天花板

陵墓的内部布满了丰富的拜占庭马赛克，充满了基督教题材的马赛克。

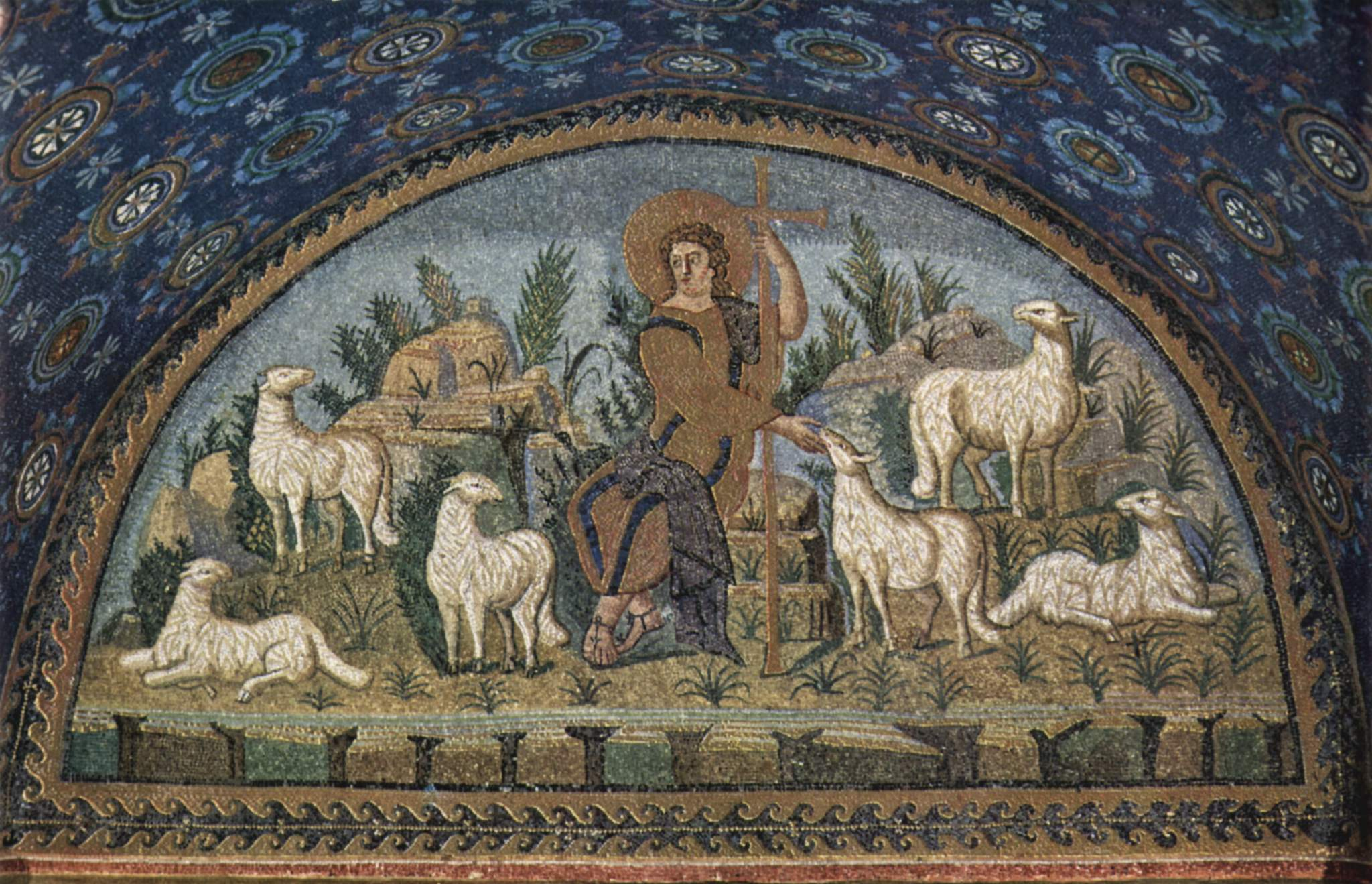
好牧人